# Voleibol nos Jogos Mundiais Militares de 2019 - Masculino
O torneio de voleibol em quadra masculino nos Jogos Mundiais Militares sediado na cidade de Wuhan, da província de Hubei cujas partidas ocorreram no Jianghan University Gymnasium entre 20 a 26 de outubro de 2019.

## Formato de disputa
As dez equipes disputaram a fase classificatória em dois grupos, A e B, onde os participantes de cada grupo se enfrentaram, ao final dos confrontos duas melhores posicionadas nos referidos grupos classificaram as semifinais, a partir desta fase o pódio foi definido na partida final e na disputa pelo terceiro lugar.As equipes eliminadas na fase de classificação definiram as posições do quinto ao décimo lugares.
Para a classificação dentro dos grupos na primeira fase, o placar de 3-0 ou 3-1 garantiu três pontos para a equipe vencedora e nenhum para a equipe derrotada; já o placar de 3-2 garantiu dois pontos para a equipe vencedora e um para a perdedora.

## Medalhistas
Os atletas medalhistas foram:
|  | CHN China |  | KOR Coreia do Sul |  | PAK Paquistão |
|  | Miao Ruantong Jiang Chuan Mao Tianyi Yuan Dangyi Ma Xiaoteng Tang Chuanhang Zhong Weijun Liu Libin Du Haoyu Wu Yiwen Li Muzi Zhang Zhejia |  | Jung Suyong Jeong Seonghyeon Oh Jaeseong Hwang Seungbin Kim Sungmin Kim Jaehwi Eom Yunsik Ahn Woojae Bae Inho Kim Donghun Ham Hyeongjin Heo Subong |  | Afaq Khan Hamid Yazman Anwar Khan Mubashar Raza Farooq Haider Asif Nadeem Abu Zar Muhammad Usman Muhammad Yaseeni |

## Primeira fase
A  CISM divulgou previamente o resultado do sorteio de grupos e a tabela de jogos.
- Todos as partidas no horário das Wuhan (UTC+8:00).

### Grupo A
|     |           |     | Jogos | Jogos | Jogos | Pontos | Pontos | Pontos | Sets | Sets | Sets  |
| Pos | Equipe    | Pts | T     | V     | D     | V      | P      | R      | V    | P    | R     |
| --- | --------- | --- | ----- | ----- | ----- | ------ | ------ | ------ | ---- | ---- | ----- |
| 1   | China     | 9   | 4     | 3     | 1     | 293    | 230    | 1.274  | 9    | 3    | 3,000 |
| 2   | Catar     | 9   | 4     | 3     | 1     | 279    | 272    | 1.026  | 9    | 3    | 3,000 |
| 3   | Brasil    | 9   | 4     | 3     | 1     | 304    | 254    | 1.197  | 9    | 4    | 2.250 |
| 4   | França    | 3   | 4     | 1     | 3     | 254    | 316    | 0.804  | 3    | 10   | 0.300 |
| 5   | Venezuela | 0   | 3     | 0     | 3     | 288    | 346    | 0.832  | 2    | 12   | 0.167 |

Resultados
| 20 de outubro de 2019 10ː00 Relatório-AQ | Catar | 3 — 0             | Venezuela | Jianghan University Gymnasium Público: 385 Árbitro(s): CHN Wang Jun IRN Haji Kazemi Aliasghar |
| 20 de outubro de 2019 10ː00 Relatório-AQ | 27 25 | Set 1 Set 2 Set 3 | 25 22 21  | Jianghan University Gymnasium Público: 385 Árbitro(s): CHN Wang Jun IRN Haji Kazemi Aliasghar |

| 20 de outubro de 2019 19ː30 Relatório-AQ | China | 3 — 0             | França | Jianghan University Gymnasium Público: 1.125 Árbitro(s): BRA Felipe Turchiari KOR Lee Jae Sun |
| 20 de outubro de 2019 19ː30 Relatório-AQ | 27 25 | Set 1 Set 2 Set 3 | 17 16  | Jianghan University Gymnasium Público: 1.125 Árbitro(s): BRA Felipe Turchiari KOR Lee Jae Sun |

| 21 de outubro de 2019 10ː00 Relatório-AQ | Brasil | 3 — 0             | Catar    | Jianghan University Gymnasium Público: 385 Árbitro(s): CHN Wang Jun IRN Haji Kazemi Aliasghar |
| 21 de outubro de 2019 10ː00 Relatório-AQ | 27 25  | Set 1 Set 2 Set 3 | 25 22 21 | Jianghan University Gymnasium Público: 385 Árbitro(s): CHN Wang Jun IRN Haji Kazemi Aliasghar |

| 21 de outubro de 2019 19ː30 Relatório-AQ | Venezuela | 0 — 3             | China | Jianghan University Gymnasium Público: 985 Árbitro(s): EUA William Thornburgh CAN Steven Georgestuart |
| 21 de outubro de 2019 19ː30 Relatório-AQ | 16 13 21  | Set 1 Set 2 Set 3 | 25    | Jianghan University Gymnasium Público: 985 Árbitro(s): EUA William Thornburgh CAN Steven Georgestuart |

| 22 de outubro de 2019 13ː30 Relatório-AQ | Brasil      | 3 — 1                   | Catar       | Jianghan University Gymnasium Público: 1.100 Árbitro(s): CHN Liu Jiang NLD Hermanus Rikken |
| 22 de outubro de 2019 13ː30 Relatório-AQ | 25 20 25 26 | Set 1 Set 2 Set 3 Set 4 | 20 25 22 24 | Jianghan University Gymnasium Público: 1.100 Árbitro(s): CHN Liu Jiang NLD Hermanus Rikken |

| 22 de outubro de 2019 19ː30 Relatório-AQ | Catar | 3 — 0             | Venezuela | Jianghan University Gymnasium Público: 1.650 Árbitro(s): EUA William Thornburgh KOR Lee Jae Sun |
| 22 de outubro de 2019 19ː30 Relatório-AQ | 27 25 | Set 1 Set 2 Set 3 | 25 16 15  | Jianghan University Gymnasium Público: 1.650 Árbitro(s): EUA William Thornburgh KOR Lee Jae Sun |

| 23 de outubro de 2019 13ː30 Relatório-AQ | Venezuela   | 1 — 3                   | Brasil   | Jianghan University Gymnasium Público: 950 Árbitro(s): CHN Wang Hong GER Ralph Barnstorf |
| 23 de outubro de 2019 13ː30 Relatório-AQ | 16 19 25 19 | Set 1 Set 2 Set 3 Set 4 | 25 23 25 | Jianghan University Gymnasium Público: 950 Árbitro(s): CHN Wang Hong GER Ralph Barnstorf |

| 23 de outubro de 2019 15ː30 Relatório-AQ | França   | 0 — 3             | Catar | Jianghan University Gymnasium Público: 1.050 Árbitro(s): CHN Wang Jun CAN Samara Alexandra Sevor |
| 23 de outubro de 2019 15ː30 Relatório-AQ | 22 19 22 | Set 1 Set 2 Set 3 | 25    | Jianghan University Gymnasium Público: 1.050 Árbitro(s): CHN Wang Jun CAN Samara Alexandra Sevor |

| 24 de outubro de 2019 10ː00 Relatório-AQ | Brasil | 3 — 0             | França   | Jianghan University Gymnasium Público: 800 Árbitro(s): CAN Samara Alexandra Sevor CHN Fan Gaoxiang |
| 24 de outubro de 2019 10ː00 Relatório-AQ | 25     | Set 1 Set 2 Set 3 | 16 13 17 | Jianghan University Gymnasium Público: 800 Árbitro(s): CAN Samara Alexandra Sevor CHN Fan Gaoxiang |

| 24 de outubro de 2019 19ː30 Relatório-AQ | Catar | 3 — 0             | China | Jianghan University Gymnasium Público: 1.500 Árbitro(s): EUA William Thornburgh CAN Steven Georgestuart |
| 24 de outubro de 2019 19ː30 Relatório-AQ | 25    | Set 1 Set 2 Set 3 | 22    | Jianghan University Gymnasium Público: 1.500 Árbitro(s): EUA William Thornburgh CAN Steven Georgestuart |

### Grupo B
|     |               |     | Jogos | Jogos | Jogos | Pontos | Pontos | Pontos | Sets | Sets | Sets  |
| Pos | Equipe        | Pts | T     | V     | D     | V      | P      | R      | V    | P    | R     |
| --- | ------------- | --- | ----- | ----- | ----- | ------ | ------ | ------ | ---- | ---- | ----- |
| 1   | Coreia do Sul | 11  | 4     | 4     | 0     | 355    | 275    | 1.291  | 12   | 3    | 4,000 |
| 2   | Paquistão     | 10  | 4     | 3     | 1     | 350    | 292    | 1.199  | 11   | 4    | 2.750 |
| 3   | Irã           | 6   | 4     | 2     | 2     | 351    | 299    | 1.174  | 8    | 7    | 1.143 |
| 4   | Países Baixos | 3   | 4     | 1     | 3     | 211    | 315    | 0.670  | 3    | 10   | 0.300 |
| 5   | Canadá        | 0   | 4     | 0     | 4     | 261    | 347    | 0.752  | 2    | 12   | 0.167 |

Resultados
| 20 de outubro de 2019 13ː30 Relatório-AQ | Irã         | 1 — 3                   | Coreia do Sul | Jianghan University Gymnasium Público: 950 Árbitro(s): CHN Liu Jiang GER Ralph Barnstorf |
| 20 de outubro de 2019 13ː30 Relatório-AQ | 18 26 18 24 | Set 1 Set 2 Set 3 Set 4 | 25 24 25 26   | Jianghan University Gymnasium Público: 950 Árbitro(s): CHN Liu Jiang GER Ralph Barnstorf |

| 20 de outubro de 2019 16ː15 Relatório-AQ | Paquistão | 3 — 0             | Países Baixos | Jianghan University Gymnasium Público: 600 Árbitro(s): CHN Wang Hong CAN Steven Georgestuart |
| 20 de outubro de 2019 16ː15 Relatório-AQ | 25        | Set 1 Set 2 Set 3 | 17 11 15      | Jianghan University Gymnasium Público: 600 Árbitro(s): CHN Wang Hong CAN Steven Georgestuart |

| 21 de outubro de 2019 13ː30 Relatório-AQ | Paquistão   | 3 — 2                         | Países Baixos | Jianghan University Gymnasium Público: 725 Árbitro(s): IRN Haji Kazemi Aliasghar CHN Wang Hong |
| 21 de outubro de 2019 13ː30 Relatório-AQ | 19 21 25 15 | Set 1 Set 2 Set 3 Set 4 Set 5 | 25 17 21 12   | Jianghan University Gymnasium Público: 725 Árbitro(s): IRN Haji Kazemi Aliasghar CHN Wang Hong |

| 21 de outubro de 2019 13ː30 Relatório-AQ | Canadá      | 1 — 3                   | Irã   | Jianghan University Gymnasium Público: 675 Árbitro(s): GER Ralph Barnstorf BRA Felipe Turchiari |
| 21 de outubro de 2019 13ː30 Relatório-AQ | 25 18 10 14 | Set 1 Set 2 Set 3 Set 4 | 23 25 | Jianghan University Gymnasium Público: 675 Árbitro(s): GER Ralph Barnstorf BRA Felipe Turchiari |

| 22 de outubro de 2019 10ː00 Relatório-AQ | Paquistão | 3 — 0             | Canadá | Jianghan University Gymnasium Público: 400 Árbitro(s): CHN Fan Gaoxiang IRN Haji Kazemi Aliasghar |
| 22 de outubro de 2019 10ː00 Relatório-AQ | 25        | Set 1 Set 2 Set 3 | 16 20  | Jianghan University Gymnasium Público: 400 Árbitro(s): CHN Fan Gaoxiang IRN Haji Kazemi Aliasghar |

| 22 de outubro de 2019 16ː00 Relatório-AQ | Países Baixos | 0 — 3             | Coreia do Sul | Jianghan University Gymnasium Público: 750 Árbitro(s): BRA Felipe Turchiari FRA Christophe Fourel |
| 22 de outubro de 2019 16ː00 Relatório-AQ | 16 9 12       | Set 1 Set 2 Set 3 | 25            | Jianghan University Gymnasium Público: 750 Árbitro(s): BRA Felipe Turchiari FRA Christophe Fourel |

| 23 de outubro de 2019 10ː00 Relatório-AQ | Países Baixos | 0 — 3             | Irã | Jianghan University Gymnasium Público: 300 Árbitro(s): EUA William Thornburgh CHN Fan Gaoxiang |
| 23 de outubro de 2019 10ː00 Relatório-AQ | 5 12 15       | Set 1 Set 2 Set 3 | 25  | Jianghan University Gymnasium Público: 300 Árbitro(s): EUA William Thornburgh CHN Fan Gaoxiang |

| 23 de outubro de 2019 19ː30 Relatório-AQ | Coreia do Sul | 3 — 0             | Canadá   | Jianghan University Gymnasium Público: 1.275 Árbitro(s): BRA Felipe Turchiari GER Janita Richter |
| 23 de outubro de 2019 19ː30 Relatório-AQ | 25            | Set 1 Set 2 Set 3 | 16 17 19 | Jianghan University Gymnasium Público: 1.275 Árbitro(s): BRA Felipe Turchiari GER Janita Richter |

| 24 de outubro de 2019 13ː30 Relatório-AQ | Canadá      | 1 — 3                   | Países Baixos | Jianghan University Gymnasium Público: 1.250 Árbitro(s): GER Ralph Barnstorf CHN Wang Jun |
| 24 de outubro de 2019 13ː30 Relatório-AQ | 26 23 21 20 | Set 1 Set 2 Set 3 Set 4 | 24 25         | Jianghan University Gymnasium Público: 1.250 Árbitro(s): GER Ralph Barnstorf CHN Wang Jun |

| 24 de outubro de 2019 16ː00 Relatório-AQ | Irã         | 1 — 3                   | Paquistão | Jianghan University Gymnasium Público: 800 Árbitro(s): CHN Liu Jiang BRA Felipe Turchiari |
| 24 de outubro de 2019 16ː00 Relatório-AQ | 27 20 23 22 | Set 1 Set 2 Set 3 Set 4 | 25        | Jianghan University Gymnasium Público: 800 Árbitro(s): CHN Liu Jiang BRA Felipe Turchiari |

## Fase final
A fase final subdividida em semifinais e final, além das definições da quinta a décima posição
- Horários UTC-12:00

|  | Semifinais          | Semifinais          |   |                     | Final               | Final |  |
|  |                     |                     |   |                     |                     |       |  |
|  | 25 de Outubro-16ː30 |                     |   |                     |                     |       |  |
|  | Coreia do Sul       | 3                   |   |                     |                     |       |  |
|  | Catar               | 1                   |   |                     |                     |       |  |
|  |                     |                     |   |                     |                     |       |  |
|  |                     |                     |   |                     | 26 de Outubro-15ː30 |       |  |
|  |                     |                     |   |                     | Coreia do Sul       | 1     |  |
|  |                     | China               | 3 |                     |                     |       |  |
|  |                     |                     |   |                     |                     |       |  |
|  |                     |                     |   |                     |                     |       |  |
|  |                     |                     |   |                     | Terceiro lugar      |       |  |
|  | 25 de Outubro-19ː30 | 25 de Outubro-19ː30 |   | 26 de Outubro-19ː30 | 26 de Outubro-19ː30 |       |  |
|  | China               | 3                   |   | Catar               | 0                   |       |  |
|  | Paquistão           | 0                   |   |                     | Paquistão           | 3     |  |

### Décimo lugar
| 25 de outubro de 2019 10ː00 Relatório-AQ | Venezuela      | 3 — 2                         | Canadá        | Jianghan University Gymnasium Público: 600 Árbitro(s): CHN Fan Gaoxiang NLD Hermanus Rikken |
| 25 de outubro de 2019 10ː00 Relatório-AQ | 21 30 23 26 15 | Set 1 Set 2 Set 3 Set 4 Set 5 | 25 28 25 24 9 | Jianghan University Gymnasium Público: 600 Árbitro(s): CHN Fan Gaoxiang NLD Hermanus Rikken |

### Classificação do 5º ao 8º Lugares
Resultados
| 25 de outubro de 2019 13ː00 Relatório-AQ | Brasil | 3 — 0             | Países Baixos | Jianghan University Gymnasium Público: 400 Árbitro(s): CAN Samara Alexandra Sevor CHN Wang Hong |
| 25 de outubro de 2019 13ː00 Relatório-AQ | 25     | Set 1 Set 2 Set 3 | 12 14 11      | Jianghan University Gymnasium Público: 400 Árbitro(s): CAN Samara Alexandra Sevor CHN Wang Hong |

| 25 de outubro de 2019 14ː40 Relatório-AQ | Irã | 3 — 0             | França | Jianghan University Gymnasium Público: 700 Árbitro(s): CHN Liu Jiang KOR Lee Jae Sun |
| 25 de outubro de 2019 14ː40 Relatório-AQ | 25  | Set 1 Set 2 Set 3 | 15 18  | Jianghan University Gymnasium Público: 700 Árbitro(s): CHN Liu Jiang KOR Lee Jae Sun |

### Semifinais
Resultados
| 25 de outubro de 2019 16ː00 Relatório-AQ | Coreia do Sul | 3 — 1                   | Catar       | Jianghan University Gymnasium Público: 350 Árbitro(s): EUA William Thornburgh GER Janita Richter |
| 25 de outubro de 2019 16ː00 Relatório-AQ | 25 14 25      | Set 1 Set 2 Set 3 Set 4 | 18 21 25 18 | Jianghan University Gymnasium Público: 350 Árbitro(s): EUA William Thornburgh GER Janita Richter |

| 25 de outubro de 2019 19ː30 Relatório-AQ | China | 3 — 0             | Paquistão | Jianghan University Gymnasium Público: 3.000 Árbitro(s): GER Ralph Barnstorf CAN Samara Alexandra Sevor |
| 25 de outubro de 2019 19ː30 Relatório-AQ | 27 25 | Set 1 Set 2 Set 3 | 25 15 19  | Jianghan University Gymnasium Público: 3.000 Árbitro(s): GER Ralph Barnstorf CAN Samara Alexandra Sevor |

### Sétimo lugar
Resultado
| 26 de outubro de 2019 10ː00 Relatório-AQ | Países Baixos | 2 — 3                         | França         | Jianghan University Gymnasium Público: 500 Árbitro(s): GER Janita Richter CHN Fan Gaoxiang |
| 26 de outubro de 2019 10ː00 Relatório-AQ | 15 25 16 5    | Set 1 Set 2 Set 3 Set 4 Set 5 | 25 22 21 25 15 | Jianghan University Gymnasium Público: 500 Árbitro(s): GER Janita Richter CHN Fan Gaoxiang |

### Quinto lugar
Resultado
| 26 de outubro de 2019 13ː30 Relatório-AQ | Brasil   | 0 — 3             | Irã | Jianghan University Gymnasium Público: 1.000 Árbitro(s): CHN Wang Jun NLD Hermanus Rikken |
| 26 de outubro de 2019 13ː30 Relatório-AQ | 20 18 23 | Set 1 Set 2 Set 3 | 25  | Jianghan University Gymnasium Público: 1.000 Árbitro(s): CHN Wang Jun NLD Hermanus Rikken |

### Terceiro lugar
Resultado
| 26 de outubro de 2019 15ː45 Relatório-AQ | Catar    | 0 — 3             | Paquistão | Jianghan University Gymnasium Público: 950 Árbitro(s): CHN Liu Jiang CAN Samara Alexandra Sevor |
| 26 de outubro de 2019 15ː45 Relatório-AQ | 20 21 16 | Set 1 Set 2 Set 3 | 25        | Jianghan University Gymnasium Público: 950 Árbitro(s): CHN Liu Jiang CAN Samara Alexandra Sevor |

### Final
Resultado
| 26 de outubro de 2019 19ː30 Relatório-AQ | Coreia do Sul | 1 — 3                   | China    | Jianghan University Gymnasium Público: 1.550 Árbitro(s): EUA William Thornburgh GER Ralph Barnstorf |
| 26 de outubro de 2019 19ː30 Relatório-AQ | 23 19 25 21   | Set 1 Set 2 Set 3 Set 4 | 25 19 25 | Jianghan University Gymnasium Público: 1.550 Árbitro(s): EUA William Thornburgh GER Ralph Barnstorf |

## Classificação final
| Pos.              | País          |
| ----------------- | ------------- |
| Medalha de ouro   | China         |
| Medalha de prata  | Coreia do Sul |
| Medalha de bronze | Paquistão     |
| 4                 | Catar         |
| 5                 | Irã           |
| 6                 | Brasil        |
| 7                 | França        |
| 8                 | Países Baixos |
| 9                 | Venezuela     |
| 10                | Canadá        |

## Prêmios individuais
A seleção do campeonato foi composta pelas seguintes jogadoras:
- MVP:A definir

## Prêmio extra
- Troféu Fair Play:A definir